# Mormodes vinacea
Mormodes vinacea är en orkidéart som beskrevs av Frederico Carlos Hoehne. Mormodes vinacea ingår i släktet Mormodes och familjen orkidéer. Inga underarter finns listade i Catalogue of Life.